# Reliance (cheval)
Reliance (1962-1979) est un cheval de course pur-sang. Appartenant à une génération exceptionnelle, il ne connut qu'une fois la défaite, battu dans le Prix de l'Arc de Triomphe 1965 du cheval du siècle, Sea Bird.

## Carrière de course
Élevé par François Dupré, entraîné par François Mathet et monté par Yves Saint-Martin, Reliance ne commence sa carrière qu'à 3 ans, en 1965. Une victoire facile pour commencer, dans un maiden à Longchamp. Puis une première préparatoire au Prix du Jockey Club, le Prix Hocquart, dans lequel il surclasse un poulain très estimé, Carvin, lauréat du Critérium de Saint-Cloud en fin d'année dernière. Cette démonstration fait de lui l'un des favoris du Derby français, mais rien n'est écrit dans cette saison où le niveau des 3 ans est exceptionnel, et va s'avérer l'un des tous meilleurs de l'histoire des courses. En effet un autre poulain défraie la chronique. Il s'appelle Sea Bird et vient de survoler le Prix Greffulhe et le Prix Lupin, dans lequel il a collé 6 longueurs à un certain Diatome, qui passe lui aussi pour un prodige. Mais l'affrontement dans le Jockey Club n'aura pas lieu : Sea Bird choisit d'aller affronter les Anglais dans leur Derby. La voie est libre pour Reliance et, quatre jours après que Sea Bird s'est couvert de gloire à Epsom, il l'imite à Chantilly, battant Diatome et Carvin.
Pour savoir qui de Reliance ou Sea Bird est le meilleur poulain français (et européen, à tout le moins), il faudra patienter un peu car l'un et l'autre prennent des chemins différents. Sea Bird restera sur 2 400 mètres et s'attaquera au chevaux d'âge dans le Grand Prix de Saint-Cloud, tandis que Reliance se contente de martyriser ses contemporains sur les 3 100 mètres du Grand Prix de Paris, où il devance encore une fois, mais plus difficilement, un Diatome en progrès. Sûr de sa tenue, il fait son retour en septembre dans le Prix Royal Oak, toujours sur 3 100 mètres, et face aux chevaux d'âge. Mais le podium est accaparé par les 3 ans : Reliance l'emporte devant l'Irlandais Ragazzo et Carvin.
Voici venu le temps de l'explication finale. Le Prix de l'Arc de Triomphe 1965 est assurément l'un, sinon le plus beau de l'histoire. Sea Bird est là, qui n'a plus reparu depuis sa victoire dans le Grand Prix de Saint-Cloud et ose faire sa rentrée directement dans l'Arc. Il est le favori logique, car il suffit de regarder les lignes : on n'a pas oublié les six longueurs qui le séparaient de Diatome, lequel a tenu la dragée haute à Reliance par la suite. Reliance est là aussi, bien sûr. Et ils ne sont pas seuls. Leurs dauphins respectifs, doux rêveurs, sont venus chercher une hypothétique revanche : Diatome, Carvin, Ragazzo, Meadow Court, deuxième de Sea Bird dans le Derby puis excellent vainqueur de l'Irish Derby et des King George & Queen Elizabeth Stakes. Deux candidatures exotiques retiennent l'attention, celle de l'Américain Tom Rolfe d'abord, le numéro 1 de sa génération outre-Atlantique, où il a remporté les Preakness Stakes, terminé deuxième des Belmont Stakes et troisième du Kentucky Derby. Et surtout celle du 4 ans soviétique Anilin, l'X de la course, considéré dans son pays comme un phénomène, ayant notamment empoché le Derby russe. Blabla, la meilleure des pouliches, lauréate du Prix de Diane, est là aussi mais l'Arc, cette année-là, est une affaire de mâles.
Sea Bird et Reliance sont les favoris, on s'attend à les voir s'expliquer dans la ligne droite. Mais on attend toujours. Car la course, limpide, ne tarde pas à livrer son verdict : Sea Bird s'envole dans la ligne droite et l'emporte de six longueurs tout en s'autorisant le luxe de pencher sur sa gauche, comme s'il avait l'humilité de ne pas infliger dix longueurs à tout le monde. Derrière, seul Reliance garde un semblant de contenance et ses distances sur le reste du peloton, cinq longueurs devant Diatome : nul doute que s'il n'avait eu la malchance de naître le même printemps que Sea Bird, il eut fait un sublime vainqueur.
La performance de Sea Bird a ébloui le monde, et Timeform lui attribue un rating historique : 145, ce qui fait de lui le meilleur cheval du 20e siècle. Derrière, Reliance n'a pas à rougir, avec son 137 il est placé très haut sur l'échelle des valeurs : ce sera le quatrième rating de la décennie derrière Sea Bird, Vaguely Noble (140 en 1968) et Exbury (138 en 1963). François Dupré estime que l'on en a assez vu de lui, et qu'il n'a plus rien à prouver. C'est vrai. Il se retire au haras. Dans leur livre de référence A Century of Champions, John Randall et Tony Morris estime que Reliance est le 11e meilleur cheval français du siècle, et le 55e toutes nationalités confondues.

### Résumé de carrière
| Date         | Hippodrome  | Pays        | Course                    | Distance    | Jockey          | Place       | Écart       | Vainqueur ou deuxième |
| 1965, 3 ans  | 1965, 3 ans | 1965, 3 ans | 1965, 3 ans               | 1965, 3 ans | 1965, 3 ans     | 1965, 3 ans | 1965, 3 ans | 1965, 3 ans           |
| ------------ | ----------- | ----------- | ------------------------- | ----------- | --------------- | ----------- | ----------- | --------------------- |
| 19 avril     | Longchamp   | France      | Prix des Marronniers      | 2 400 m     | Y. Saint-Martin | 1er         | 2 ½         | Xucar                 |
| 9 mai        | Longchamp   | France      | Prix Hocquart             | 2 100 m     | Y. Saint-Martin | 1er / 8     | 5           | Carvin                |
| 6 juin       | Chantilly   | France      | Prix du Jockey Club       | 2 400 m     | Y. Saint-Martin | 1er / 9     | 3/4         | Diatome               |
| 27 juin      | Longchamp   | France      | Grand Prix de Paris       | 3 100 m     | Y. Saint-Martin | 1er / 10    | 1           | Diatome               |
| 12 septembre | Longchamp   | France      | Prix Royal Oak            | 3 100 m     | Y. Saint-Martin | 1er / 7     | 3/4         | Ragazzo               |
| 3 octobre    | Longchamp   | France      | Prix de l'Arc de Triomphe | 2 400 m     | Y. Saint-Martin | 2e / 20     | 6           | Sea Bird              |

## Au haras
Reliance mène sa carrière d'étalon en Angleterre à Harwood Stud, un haras situé à Newbury, dans le Berkshire. Il se distingue par la tenue qu'il transmet à ses produits, ayant donné de bons stayers tels Proverb (Chester Vase, Goodwood Cup, Doncaster Cup), Recupere (Prix du Cadran) ou Tug of War (Goodwood Cup). Ses filles ont également brillé au stud, à l'image de la grande poulinière Doubly Sure, mère des excellents étalons Kris (Sussex Stakes, St. James's Palace Stakes, Queen Elizabeth II Stakes) et Diesis (Middle Park Stakes, Dewhurst Stakes), mais aussi des bons Keen (deuxième des St. James's Palace Stakes), Rudimentary (Forte Mile, deuxième du Premio Vittorio di Capua) et Presidium (City of York Stakes). Il est aussi le père de mère du champion sprinter Moorestyle (July Cup, Prix de la Forêt, Prix de l'Abbaye de Longchamp), du stayer Longboat (Ascot Gold Cup), de Persian Heights (St. James's Palace Stakes) ou encore de l'étalon Surumu, pilier de l'élevage allemand.
Reliance meurt en août 1979 des suites de complications respiratoires.

## Origines
Reliance est né dans la pourpre. Tantième, son père, est l'un des huit chevaux à avoir inscrit deux fois son nom au palmarès du Prix de l'Arc de Triomphe, en 1950 et 1951. Appartenant comme lui à François Dupré, il remporta également le Grand Critérium, la Poule d'Essai des Poulains, le Prix Lupin, le Prix de la Forêt, le Prix Ganay et la Coronation Cup. Il fut l'un des plus grands champions de son époque puis devint un excellent étalon, deux fois sacré tête de liste des étalons en France, grâce à des champions tels que (Grand Prix de Saint-Cloud, Prix Lupin, Prix Ganay), Match II (Prix Royal Oak, Grand Prix de Saint-Cloud, King George VI and Queen Elizabeth Stakes, Washington, D.C. International) ou encore La Sega (Prix de Diane, Poule d'Essai des Pouliches, Prix Saint-Alary, Prix d'Ispahan).
La mère de Reliance n'est autre que la grande Relance, qui fut l'une des plus extraordinaires reproductrices de l'histoire après une carrière de course intéressante, qui la vit remporter le Prix Camargo et finir deuxième du Prix de Saint-Roman. Elle eut douze produits et tous ne brillèrent pas. Mais elle a donné pas moins de trois champions émargeant à des ratings Timeform de 135 et au-delà, un exploit absolument unique en son genre. Elle est en effet la mère de Reliance, Relko (par Tanerko, fils de Tantième), vainqueur du Derby d'Epsom, de la Poule d'Essai des Poulains, du Prix Royal Oak, du Prix Ganay, de la Coronation Cup et du Grand Prix de Saint-Cloud) et Match II, lui aussi par Tantième, qui remporta les King George, le Washington, D.C. International, le Grand Prix de Saint-Cloud et le Prix Royal Oak. 

### Pedigree
| Origines de Reliance (FR), mâle bai né en 1962 | Origines de Reliance (FR), mâle bai né en 1962 | Origines de Reliance (FR), mâle bai né en 1962 | Origines de Reliance (FR), mâle bai né en 1962 |
| ---------------------------------------------- | ---------------------------------------------- | ---------------------------------------------- | ---------------------------------------------- |
| Père Tantième 1947                             | Deux-Pour-Cent 1941                            | Deiri                                          | Aethelstan                                     |
| Père Tantième 1947                             | Deux-Pour-Cent 1941                            | Deiri                                          | Desra                                          |
| Père Tantième 1947                             | Deux-Pour-Cent 1941                            | Dix Pour Cent                                  | Feridoon                                       |
| Père Tantième 1947                             | Deux-Pour-Cent 1941                            | Dix Pour Cent                                  | La Chansonnerie                                |
| Père Tantième 1947                             | Terka 1942                                     | Indus                                          | Alcantara                                      |
| Père Tantième 1947                             | Terka 1942                                     | Indus                                          | Himalaya                                       |
| Père Tantième 1947                             | Terka 1942                                     | La Furka                                       | Blandford                                      |
| Père Tantième 1947                             | Terka 1942                                     | La Furka                                       | Branta                                         |
| Mère Relance 1952                              | Relic 1945                                     | War Relic                                      | Man o'War                                      |
| Mère Relance 1952                              | Relic 1945                                     | War Relic                                      | Friars Carse                                   |
| Mère Relance 1952                              | Relic 1945                                     | Bridal Colors                                  | Black Toney                                    |
| Mère Relance 1952                              | Relic 1945                                     | Bridal Colors                                  | Vaila                                          |
| Mère Relance 1952                              | Polaire 1947                                   | Le Volcan                                      | Tourbillon                                     |
| Mère Relance 1952                              | Polaire 1947                                   | Le Volcan                                      | Eroica                                         |
| Mère Relance 1952                              | Polaire 1947                                   | Stella Polaris                                 | Papyrus                                        |
| Mère Relance 1952                              | Polaire 1947                                   | Stella Polaris                                 | Crepuscule (Famille 16-h)                      |